# Astro雙星
Astro雙星，是马来西亚Astro拥有的青年娱乐综合频道，全天候24小时播出。该频道主要播出来自台湾和中国大陸的節目，同時亦播出本地節目（亦稱“Astro本地圈”节目），頻道备有中文、英文及马来语字幕服务。
2023年8月28日，Astro双星正式停播。原Astro双星的节目移至Astro全佳HD播出。并更名为Astro QJ。

## Astro雙星HD

Astro雙星HD頻道標誌

Astro雙星HD是Astro第六個中文高清頻道，於2014年11月16日正式啟播。该频道於其標清频道同步播出所有劇集。

## 争议

### 全球优先看
新加坡新传媒剧集《信约：我们的家园》原定于2015年7月9日，继《心迷》及《长辈甜心》后全球首播。由于剧集比新加坡提早5天播出，遭民众非议，令新加坡新传媒介入。
此后《信约：我们的家园》以及后来剧集与新加坡同日播出，使剧集暂停播出五次。原定在傍晚6点连续播两集的台湾三立电视剧《好想談戀愛》提早至傍晚5点播出，从7月23日起，《信约》周一至五傍晚5点播出。
此争议也延烧至红星大奖2016里，同优先看的《志在四方II》横扫10项入围的表现与投选奖项，打破《红星大奖》史上记录；《长辈甜心》则获得一项表现奖项，其他在优先看计划下播出的2015年剧集《心迷》、《信约：我们的家园》、《吻我吧，住家男》、《手牵手》及《起飞》，则只有其中一部获得一项专业与技术奖，不然就是连一个表现奖项也没有获得。连同两星期后播出的《你也可以是天使》及无法播出的《虎妈来了》，只有夺得至少一项表现或投选奖，因此引发民怨。
此争议后，Astro双星已调整新剧播出时间，依旧保留「新加坡剧集优先看」，与新加坡同日首播但比新加坡新传媒提早半小时或1小时播出剧集。此时段也在2018年7月9日，搬至Astro AEC 继续播出。

## 外部連結
- Astro雙星的Facebook專頁
- Astro双星／Astro双星HD节目表 （页面存档备份，存于）